# 1080년대
1080년대는 1080년부터 1089년까지를 가리킨다.